# A.C.O.D. - Adulti complessati originati da divorzio
A.C.O.D. - Adulti complessati originati da divorzio (A.C.O.D.) è un film del 2013 diretto da Stuart Zicherman.

## Trama
La storia gira attorno a Carter, quando era piccolo i suoi genitori divorziarono, se già un divorzio è difficile per un bambino, quello di Carter fu traumatico, dato che i suoi genitori sono egoisti, superficiali e meschini. I loro litigi si ripercuotevano sempre su di lui, senza che si preoccupassero delle conseguenze, usando spesso lo stesso Carter come mezzo per scambiarsi a vicenda dei tiri mancini. Carter ha sempre vissuto con un solo obbiettivo, tagliare tutti i ponti con i suoi genitori.
Carter ormai è diventato un uomo, gestisce un ristorante, è fidanzato con Lauren, con la quale però (dopo quattro anni) non ha ancora preso un impegno ufficiale, e frequenta i suoi genitori superficialmente. Tutto però cambia quando suo fratello minore Trey annuncia che a breve si sposerà con la sua fidanzata, Carter è contrario alla cosa, non solo perché Trey vive nel suo garage e conosce la sua fidanzata da poco, non ritenendolo ancora pronto per un tale impegno, ma anche perché insiste per avere entrambi i genitori presenti alla cerimonia, data la loro incapacità di andare d'accordo, comunque Carter decide di accontentarlo, provando a intermediare per lui con i suoi genitori.
Suo padre, Hugh, è sposato con Sondra, con la quale ha due bambini, mentre sua madre, Melissa, è sposata con Gary, con il quale Carter sostanzialmente ha un buon rapporto. Con l'inganno invita i suoi genitori a cena, infatti nessuno dei due aveva idea che l'altro sarebbe venuto, Carter poi li convince ad andare d'accordo, almeno fino al giorno del matrimonio di Trey. Carter va a trovare la dottoressa Judith, la sua vecchia psichiatra dalla quale sua madre lo portava quando era piccolo per affrontare il divorzio, però Judith confessa a Carter un segreto che per anni gli ha tenuto nascosto, lei non era la sua terapista, in realtà lei studiò Carter per una ricerca, un libro che parla del divorzio, dal punto di vista dei figli, che tra l'altro è stato un successo. Carter si sente preso in giro, ma Judith gli chiede un favore, ovvero di raccontargli com'è ora la sua vita, per capire quali sono le conseguenze a lungo termine che un divorzio ha su un bambino quando diventa un adulto, infatti lei cerca del materiale per il suo secondo libro, dove spiega che i figli del divorzio sono la generazione del futuro.
Le cose iniziano a diventare complicate quando Carter, andando a trovare suo padre, lo sorprende a fare sesso con sua madre. Carter e Lauren vanno a una cerimonia del tè insieme a Trey e ai suoi futuri suoceri, anche Hugh e Melissa prendono parte alla cosa, Carter parla con loro esternando la sua rabbia, perché lui è consapevole che quella dei suoi genitori non è stata una semplice scappatella, infatti i due ammettono che da un po' si stanno frequentando, Carter è sconcertato dal poco rispetto che loro hanno nei confronti dei loro rispettivi coniugi.
Carter inizia a vedersi con Judith per darle alcuni spunti sul suo nuovo libro, la dottoressa afferma che Carter è un uomo che cerca sempre di avere controllo su tutto, e il suo lavoro come direttore di un ristorante è solo una manifestazione del suo bisogno di controllare tutto, in quanto è lui a decidere sempre cosa fare visto che l'attività è sua. Carter conosce Michelle, un'altra ragazza su cui Judith ha tratto spunto per il suo libro, l'uomo da subito si sente attratto la lei. Una sera Michelle va a cenare al ristorante di Carter con il suo ex marito, poi, dopo la chiusura, rimane insieme a Carter, i due parlano delle loro reciproche esperienze passate, poi si baciano appassionatamente, e proprio mentre stavano per fare sesso in cucina vengono interrotti da una cuoca del ristorante che li coglie sul fatto.
Trey capisce che suo fratello gli nasconde qualcosa, quindi Carter gli confessa la verità, cioè che i loro genitori vanno a letto insieme alle spalle di Gary e Sondra. Purtroppo le cose precipitano quando Carter va al ristorante, tutto quanto viene confiscato dato che Sondra, essendo la proprietaria dall'edificio, gli impone di chiudere il ristorante, anche se la sua è una palese ritorsione nei confronti di Hugh per averla tradita, infatti Tray, senza volerlo, ha reso nota la cosa. Sondra non si fa problemi a togliere a Carter il suo ristorante dato che non sono mai andati d'accordo. Carter va a casa dove trova Hugh e Melissa, poi inizia a litigare con loro e anche con Trey, infine, mosso dall'esasperazione, li caccia tutti e tre via da casa sua.
Dopo aver comprato un anello di fidanzamento Carter chiede a Lauren di sposarlo, durante la festa del trentasettesimo anniversario di matrimonio dei genitori di Lauren, ma quest'ultima gli restituisce l'anello perché non è convinta della proposta di matrimonio, dato che Carter tecnicamente non le ha chiesto di sposarla ma solo di "renderlo ufficiale", lei infatti sostiene che quella era solo un'esternazione della crisi d'identità di Carter, e che sposarla non gli darà la stabilità che lui cerca.
Carter ha la visita di Judith, la quale gli restituisce tutto il materiale sui ricordi dolorosi che Carter ha sulla sua infanzia, che lo stesso Carter le aveva dato per trarre qualche spunto per il suo libro. Carter esprime la rabbia che prova per Judith per come lo ha usato, ma lei gli dice che il libro che ha scritto ha aiutato molte persone. Carter decide di andare alla vecchia casa sul lago, una pietra miliare della sua infanzia, dove ha passato dei ricordi felici, poi butta tutto ciò che gli ricorda il suo triste passato in un bidone, riempiendolo di benzina. Carter si accorge di non essere solo, infatti anche Gary, dopo la separazione con Melissa, aveva deciso di venire alla casa sul lago, il posto inizia a farsi affollato perché poi arrivano pure Sondra, Melissa, Hugh, Trey e la fidanzata di quest'ultimo, e tutti iniziano a litigare. Carter si scusa con Trey per aver rovinato i preparativi del matrimonio, ma Trey gli dice che non è colpa sua, inoltre solo ora capisce quanto possano essere deleteri i suoi genitori, Trey non lo aveva mai capito perché Carter per tutta la sua infanzia lo ha protetto. Poi iniziano a sentire odore di bruciato, infatti Sondra aveva buttato una sigaretta accesa nel bidone che Carter aveva riempito di benzina, così la casa prende fuoco. Nonostante la casa sul lago sia incenerita, Carter decide di comprarla ugualmente visto che per lui significa molto.
Carter e Michelle prendono parte, come ospiti speciali, alla cerimonia della stesura del nuovo libro di Judith, dato che Carter e Michelle sono tra i soggetti che l'hanno ispirato, i due si scambiano un breve sguardo. Anche Lauren prende parte all'evento, poi lei e Carter hanno modo di parlare, anche se il finale su quale strada prenderà la vita sentimentale di Carter resta aperto. Un anno dopo Carter, Hugh e Trey sono seduti su una panchina che si trova all'esterno di una chiesa, vestiti con abiti da cerimonia, e dopo che Hugh racconta ai suoi figli un suo vecchio aneddoto, entra con loro in chiesa, sembra infatti che si stia celebrando un matrimonio, ma non è chiaro se sia proprio Trey lo sposo.

## Distribuzione
Il primo trailer del film è stato diffuso il 15 agosto 2013. La data di uscita americana del film è fissata al 4 ottobre 2013. In Italia è stato distribuito direttamente in DVD da maggio 2014.